# Chelipoda abjecta
Chelipoda abjecta är en tvåvingeart som beskrevs av Collin 1928. Chelipoda abjecta ingår i släktet Chelipoda och familjen dansflugor. Inga underarter finns listade i Catalogue of Life.